# Тюхневская
Тюхневская — деревня в Шенкурском районе Архангельской области. Входит в состав муниципального образования «Никольское». Имеет второе неофициальное местное название Райбала.

## География
Деревня расположена в южной части Архангельской области, в таёжной зоне, в пределах северной части Русской равнины, в 17,5 километрах на северо-восток от города Шенкурска, на левом берегу реки Вага. Ближайшие населённые пункты: на юго-западе деревня Родионовская.
Часовой пояс
Тюхневская, как и вся Архангельская область, находится в часовой зоне МСК (московское время). Смещение применяемого времени относительно UTC составляет +3:00.

## Население
| 2002 | 2010 | 2012 |
| ---- | ---- | ---- |
| 11   | ↘9   | ↘3   |

## История
Деревня Тюхневская была центром Райбальского прихода, который образовался предположительно с 14 - начала 15 века. Известно, что в приходе существовало 2 храма: 
- Церковь Богоявления Господня Объект культурного наследия № 2900578000№ 2900578000 памятник архитектуры - деревянная, 1763 года постройки. Архитектурно представлял собой однокупольный храм «трапезного» типа с пятигранной апсидой. В 1870 году церковь поставили на каменный фундамент. В советское время храм использовался как склад, был утрачен в 1980-х годах.
- Церковь Воскресения Христова - деревянная, 1753-1756 годов постройки. До настоящего времени не сохранилась[6].

Указана в «Списке населённых мест по сведениям 1859 года» в составе Шенкурского уезда(2-го стана) Архангельской губернии под номером «2318» как «Тюхневская(Райбала)». Насчитывала 13 дворов, 47 жителей мужского пола и 55 женского. Также под номером «2321» указана деревня «Райбальская», в которой было 6 дворов, 27 мужчин и 29 женщин, две православные церкви и завод. Вероятно, впоследствии эти два населённых пункта слились в один.
В «Списке населенных мест Архангельской губернии к 1905 году» деревня Тюхневская(Райбала) насчитывает 22 двора, 79 мужчин и 78 женщин. В административном отношении деревня входила в состав Едемского сельского общества Великониколаевской волости.
На 1 мая 1922 года в поселении 33 двора, 80 мужчин и 101 женщина.